# آرایه‌های فرش
آرایه‌های فرش به سه دستهٔ گردان، حیوانی و هندسی تقسیم می‌شوند.

## آرایه‌های گردان
- آرایهٔ اسلیمی
- آرایهٔ بته‌ای
- آرایهٔ بته‌ای
- آرایهٔ گل شاه عباسی
- آرایهٔ ترنج
- آرایهٔ شاخه
- آرایهٔ درخت

آرایهٔ اسلیمیاین نوع آرایه از لحاظ نموداری به شکل درخت می‌باشد. نقش‌های اسلیمی به دوران قبل از اسلام برمیگردد و حرکت کمتری داشته‌اند. طرح اسلیمی ریشه درایرانیان صدراسلام دارد. بنابرعقیدهٔ قالی بافان قدیمی اولین نقش اسلیمی عرب هاتوسط امام علی ترسیم شده‌است. کاربرداسلیمی در دوران سلجوقی و صفوی اوج داشته‌است. اسلیمی به دو بخش نابرابر که به صورت چپ وراست تشکیل شده‌اند و تقریباً شبیه به دهان بازشدهٔ اژدها و شیپور می‌باشند. تزئینات، اندازه، منحنی‌ها و شاخه‌ها باعث پدید آمدن این اسلیمی می‌باشد. برخی ازاسلیمی‌ها بدون تزئین و بوته‌ای بالبهٔ بیرونی صاف می‌باشند و بعضی دیگر به طریق برگ‌های ریز با تزئین و زواید زیادی مثل پیچک می‌باشند.
اسلیمی‌هایی که در این دوبخش وجود دارند فراوانند که تعدادی از آن‌هاشامل:
دهن اژدریاز معروف‌ترین نوع اسلیمی است که از چرخش و حرکت اژدها به وجود می‌آید.
اسلیمی سادهازنوع سادهٔ اسلیمی‌ها می‌باشد و طراحی آن معمولاً بدون تزئینات داخلی می‌باشد.
اسلیمی برگینوعی ازآرایه می‌باشد که مثل برگ کنگر و خط‌های مرزی دندانه داری دارد. خط نقش‌های درونی این اسلیمی‌های برگی را مثل سربرگ‌ها می‌کشند. بعضی وقتها انتهای اسلیمی برگی به طرف داخل می‌رود که مثل اسلیمی دهان اژدری می‌شود و گاهی به طرف بیرون می‌رود که آن را شبیه اسلیمی ساده می‌کند و برای تزئین درون آن از گل‌های کوچک استفاده می‌کنند.
اسلیمی گلداراین نوع اسلیمی‌ها معمولاً از یک ساقهٔ کوچک و یک ساقهٔ بلند هستند و در حاشیه‌های پهن و در وسط قالی استفاده می‌کنند.

## آرایه‌های حیوانی
- آرایهٔ پرندگان
- آرایهٔ چهارپایان

آرایهٔ پرندگاندر طول تاریخ هنرمندان از نقش‌های پرندگان برای هنرهای مختلف ازقبیل حصار، باکون، صخره نگاری و سفال و… استفاده می‌کردند. ازپرندگان زیاد در نقش‌های فرش استفاده نمی‌کنند. پرندگانی که درنقش فرش کاربرد بیشتری دارندازاین قبیل می‌باشند: سیمرغ، خروس، طاووس، عقاب، شاهین و کلاغ.
آرایهٔ چهارپایانازاین آرایه می‌توان معروف‌ترین آن‌ها شامل آرایهٔ شتر، آرایهٔ بز، آرایهٔ سگ، آرایهٔ گوزن، آرایهٔ پنجهٔ خرس را نام برد.

## آرایهٔ هندسی
شامل آرایه‌های:
- آرایهٔ سیستان
- آرایهٔ عشایرفارس
- آرایهٔ کهگیلویه وبویراحمد
- آرایهٔ بختیاری
- آرایه ترکمن
- آرایه جوشقان قالی
- آرایهٔ کرمانشاه

آرایهٔ سیستان
دراین نوع آرایه نقش‌های زیادی به‌کار برده می‌شود که ازجملهٔ آن‌ها چنین است:آرایهٔ ماربسوزه، آرایهٔ هشت چنگک، آرایهٔ پروانه، آرایهٔ چنگک، آرایهٔ جانماز، آرایه پیچ، آرایهٔ ستاره، آرایهٔ سیب، آرایه چتر، آرایه جلک، آرایهٔ هشت پر، آرایه میخی، آرایهٔ گلدارو…
آرایهٔ عشایر فارس 
آرایه‌های عشایرفارس به سه دسته تقسیم می‌شود:
۱. شکل‌های شکسته مرکب:این نوع شکل‌ها با وجود شکستگی خوداز طرح‌های شهری مانند پیچک و گردان ساخته شده‌اند.
۲. شکل هاوطرحهای حیوانی
۳. اشکالی می‌باشند که رابطهٔ آن‌ها مستقیم وآشکار نیست و به هم پیوسته نمی‌باشند. ویژگی مهم این نوع شکل‌هادرهندسی بودن آرایه‌ها بدون نیاز به طرح و بافت ذهنی می‌باشد. این نوع طرح‌هااشکال گوناگونی دارند که ازجملهٔ آن‌ها می‌توان به موارد زیراشاره کرد:
آرایهٔ گل هشت پر:قدیمی‌ترین نوع بافت در فارس می‌باشد که با گلبرگ‌هایی یکی درمیان سیاه و سفید و تیره و روشن کاربرد دارد. کمتر فرشی پیدا می‌شود که در آن گل هشت پر به کار نرفته باشد.
آرایهٔ اناری:قدیمی‌ترین نقش انار به اوایل هزاره سوم برمی‌گردد. در دوره ساسانیان گل‌های انار جایگزین برگ‌ها شده‌است. درنقش‌های اناری ایران قدیم دانه‌های انار پیدا نبوده فقط در یکی از قالی‌های دوران صفویان انار رامی‌شکافند و دانه‌هایش پیدا می‌شود.
آرایه‌های کهگیلویه وبویراحمد
آرایه‌های فرش کهگیلویه وبویراحمد به دودسته تقسیم می‌شود:
- نقش‌های تزئینی:این نقش‌ها معمولاً نقش‌های تجریدی می‌باشند که با تغییر و تحولات زیاد توانسته‌اند به عنوان نقش اصلی اکثر بافت‌ها قرار گیرند که چند مورداز آن عبارت‌اند از:

آرایهٔ ستاره :این نوع آرایه در اکثر بافت‌های این استان دیده می‌شود و در متن قالی کاربرددارد. هشت پر دارد که پرهای آن شکل یک لوزی رانشان می‌دهند.
آرایه گل وگیاه :گلهاوگیاهان با روش‌های تجریدی ورئال بر روی بافت‌ها نمایش داده می‌شوند و بافت این نوع نقش‌ها سلیقه‌ای می‌باشد.
آرایهٔ سماور :این نوع نقش در این استان فراوان بافته می‌شود و می‌توان گفت نوعی ازنقش‌های گلدانی می‌باشد. گاهی گل چندپر را روی سماور می‌بافند که شبیه به درخت زندگی است.
- نقش‌های حیوانی

آرایه‌های بختیاری
این نوع آرایه به دو دسته تقسیم می‌شود:
۱. بررسی موتیف‌های خشتی بختیاری (شلمزار، قهفرخ، سامان، چالشتر):بیشتر موتیف‌های داخلی خشت در سامان و قهفرخ تجریدی می‌باشد و بعداً پره‌های چالشتری منطقه‌های دیگر به آن دست پیدا کرده‌اند و طرح‌های چالشتری پدیدآوردند. آرایه‌های قالی چالشتر را به‌طورکلی از خشتهای شلمزار، سامان وقهفرخ گرفتند. موتیف‌های خشتی قهفرخ، شلمزار و سامان با طرح چالشتری در سادگی و بافت آن باهم فرق دارند. نمونه‌ای ازآرایه‌های بختیاری دستهٔ اول:آرایهٔ گل پیاز، آرایهٔ درخت، آرایهٔ دهن اژدری.
۲. آرایه‌های هندسی دیگر نقش‌های بختیاری:آرایهٔ دوگل، آرایهٔ بوته شاهی، آرایهٔ رکابی، آرایه چپقی و…
آرایه‌های ترکمن
برای بافت این نوع آرایه از رنگ‌بندی ثابت استفاده نمی‌کنند و معمولاً نقش‌های چندضلعی درمتن ونقش‌های ریز به هم چسبیده در حاشیه کاربرد دارد. نمونه‌ای از آرایه‌های ترکمن را که می‌توان به آن‌هااشاره کرد شامل:
- آرایهٔ حاشیهٔ اول:در دو نوع می‌باشد که یکی دراطراف قالیچه و دیگری در حاشیهٔ عرض به‌کارمی‌رود. حاشیه ی اول دارای رنگ قالیچه می‌باشد، ۳تا۰/۵ متر پهناداردودر دو طرف عرض قالیچه به صورت خطی پهن بافته می‌شود و این کار نشان‌دهندهٔ طایفهٔ هر بافنده می‌باشد.
- آرایه قوش:به معنی پرنده می‌باشد و به رنگ‌های سفید و قرمز است و نشانگر شکل هندسی پرنده در حال پرواز می‌باشد.
- آرایه خان قامچی:به معنی شلاق خان می‌باشد و شکل هندسی شلاق می‌باشد. از این نوع آرایه درحاشیه هااستفاده می‌کنند.[۱۲]

آرایه جوشقان قالی
این نوع آرایه به ۲ بخش تقسیم می‌شود:
الف. آرایه‌هایی می‌باشند که از نقش‌های گردان اصفهان مثل نقش اسلیمی برداشت کرده‌اند و با نقش‌های ذهنی الهام گرفته از طبیعت مخلوط کرده وآرایهٔ جدیدی راساخته‌اند. مانند:
- آرایهٔ غنچه:این نوع آرایه درنقشه‌های جوشقان فراوان یافت می‌شود و معمولاً به ۳ روش بافته می‌شود:

۱. غنچه‌هایی می‌باشند که از یک طرف به شاخه آویزانند.
۲. غنچه‌هایی که درنوک شاخه‌اند.
۳. غنچه‌هایی که از دو طرف به شاخه آویزانند.
- آرایهٔ رجی:این گل‌ها را به تعداد ردیف‌هایی که می‌بافند به این اسم خوانده‌اند. مثلاً: ۱۳ رجی و ۱۵ رجی.

ب. آرایه‌هایی می‌باشند که از برداشت آرایه‌های دستهٔ اول پدیدآ مده و حالت تجریدی به خود گرفته‌اند. مانند: آرایهٔ سیرزنبق، آرایهٔ غنچه‌ای سه لنگ، طرح خنچ، طرح اسلامی و…
آرایهٔ کرمانشاه
آرایه‌های قالی کرمانشاه ۲ خصوصیت دارند: همگی‌شان شامل خطوط هندسی‌اند و شکل‌های هندسی درآن‌ها هم به صورت منظم و هم غیرمنظم‌اند. فرق شکل‌گیری آرایهٔ کرمانشاه با سایر مناطق ایران این است که اکثر خط‌های شکستهٔ این نوع آرایه با دو خط موازی تشکیل شده‌است. آرایه‌هایی که در قالی‌های کرمانشاه به‌کار رفته‌اند فراوانند. اما بعضی از آن‌ها کارایی بیشتری داشته‌اند. مثل: گل زنگوله، آفتابه، عروسک، چراغ، مسجد، حوض، مهر و آیینه و… می‌باشند.